# Priconodon
Priconodon is een geslacht van plantenetende dinosauriërs behorend tot de groep van de Ankylosauria, dat tijdens het vroege Krijt leefde in het gebied van het huidige Noord-Amerika.
In december 1887 vond John Bell Hatcher die in opdracht van Othniel Charles Marsh opgravingen verrichtte bij Muirkirk in Prince George's County, Maryland, een losse tand van een dinosauriër. Marsh benoemde op basis hiervan in 1888 de typesoort Priconodon crassus. De geslachtsnaam is afgeleid van het Klassiek Griekse πρίων, prioon, "zaag", κῶνος, koonos, "kegel" en ὀδών, odoon, "tand", een verwijzing naar de gekartelde snijranden van de tand die elkaar bovenaan in een scherpe hoek ontmoeten. De soortaanduiding betekent "de dikke" in het Latijn, een verwijzing naar het dikke cingulum, de opstaande rand aan de tandbasis.
Het holotype, USNM V2135, is gevonden in een laag van de Arundel Clay Formation, die dateert uit het onderste Aptien. Het bestaat uit een enkele tand uit de linkerbovenkaak waarvan de punt nogal versleten is. In 1911 wees Richard Swann Lull nog wat skeletmateriaal aan de soort toe, waaronder specimen USNM 9154, een groot linkerscheenbeen gevonden in de Coffee Mine. Een wervellichaam bleek later van een theropode te zijn. Verschillende andere losse tanden waaronder specimina USNM 8437-8441, 337984, 437985, 442458, 442551, 451960, 466057, 481142, 497710 en 497711, zijn ook toegewezen.
Marsh bracht Priconodon niet bij een bepaalde familie onder. Hij zag echter overeenkomsten met de tanden van Diracodon, die tegenwoordig onder Stegosaurus gerekend wordt. In 1978 schreef Walter Preston Coombs de soort aan de Nodosauridae toe. In 1998 wees Kenneth Carpenter erop dat Priconodon gezien de omvang van de tanden weleens de grootste bekende nodosauride zou kunnen betreffen. Hij wees twaalf tanden en het scheenbeen USNM 9154 aan de soort toe. Dat er geen pantserplaten waren gevonden in de formatie, zag hij als verdacht maar toch verklaarbaar als toeval. Andere onderzoekers echter zagen het taxon gezien de schamele resten als een nomen dubium. In 2004 stelden Alex West en Neil Tibert dat de soort gezien de afwijkende grootte toch geldig was: tand USNM 497711 heeft een lengte van 14,753 millimeter, anderhalf keer zo lang als de grootste tanden van Edmontonia. Een extrapolatie zou voor Priconodon een lichaamslengte van negen meter en een gewicht van tien ton opleveren.
Behalve de grootte hebben de tanden nog enkele eigenaardigheden. De vertandingen lopen niet sterk door op de zijkanten van de kroon. Het cingulum vormt geen plateau. Ze hebben een kroonhoogte van tussen de 0,7 en 1,55 centimeter.
Het scheenbeen is vermoedelijk nodosauride, gezien de korte robuuste bouw. Het heft een bewaarde lengte van 313 millimeter. Een direct verband met Priconodon is natuurlijk niet te bewijzen, zolang er geen skelet met scheenbeen en tanden van het priconodontype gevonden is.
In 2011 werd uit de formatie de nodosauride Propanoplosaurus benoemd, op basis van een juveniele skeletafdruk. De beschrijvers daarvan achtten Priconodon een nomen dubium en beschouwden de taxa daarom zelfs niet als waarschijnlijk identiek.